# NGC 362
Coordenadas:  01h 03m 14.26s, −70° 50′ 55.6″
NGC (Nuevo Catálogo General) 362 es un cúmulo estelar localizado en la constelación de Tucana en el Hemisferio Sur, descubierta el 1 de agosto de por 1826 por James Dunlop. Es visible al ojo humano en los cielos oscuros y se pueden ver con los telescopios.
Las estrellas de NGC 362 tienen una metalicidad más alta que en otros cúmulos estelares, por lo que es un cúmulo joven.